# アウルス・ポストゥミウス・アルビヌス (紀元前242年の執政官)
アウルス・ポストゥミウス・アルビヌス（ラテン語: Aulus Postumius Albinus、生没年不詳）は紀元前3世紀中期の共和政ローマの政治家・軍人。紀元前242年に執政官（コンスル）、紀元前234年には監察官（ケンソル）を務めた。

## 出自
パトリキであるポストゥミウス氏族の出身。父のプラエノーメン（第一名、個人名）はアウルス、祖父はルキウスである。ポストゥミウス・アルビヌス家は多数の執政官を出しているが、祖先となる人物との関係は不明。紀元前234年の執政官ルキウス・ポストゥミウス・アルビヌスは息子である。

## 経歴
第一次ポエニ戦争の最終段階であった紀元前242年に、アルビヌスは執政官に就任。同僚執政官はガイウス・ルタティウス・カトゥルスであった。アルビヌスも戦場に赴く予定であったが、マルス神殿の最高神官（フラメン・マルティアリス）でもあり、神殿を守る義務があったため、最高神祇官（ポンティフェクス・マクシムス）のルキウス・カエキリウス・メテッルスは、アルビヌスがローマを離れることを許さなかった。同僚のカトゥルスはシケリアに派遣され、翌紀元前241年も前執政官（プロコンスル）として軍を率い、アエガテス諸島沖の海戦で勝利した。この海戦の敗北のため、カルタゴは講和を受け入れた。
紀元前234年には監察官に就任。同僚はガイウス・アティリウス・ブルブスであった。

## 参考資料

### 古代の資料
- ティトゥス・リウィウス『ローマ建国史』
- カピトリヌスのファスティ

### 研究書
- Aulus Postumius Albin (consul 242 BC)  (English) . - in Smith 's Dictionary of Greek and Roman Biography and Mythology.
- Robert Vincent Cram. The Roman Censors // Harvard Studies in Classical Philology, Vol. 51, In Honor of William Scott Ferguson (1940), pp. 71-110